# Azam Khan
Pour les articles homonymes, voir Khan (homonymie).
Azam Khan ( pachto : اعظم خان ‎), né le 20 avril 1926 à Nawakville, un petit village près de Peshawar et mort le 28 mars 2020 à Londres, est un joueur de squash pakistanais. 
Il remporte le British Open à quatre reprises entre 1959 et 1962 ainsi que l'US Open en 1962.

## Biographie
Son frère Hashim Khan et sa petite-fille Carla Khan sont également des joueurs de squash. Azam Khan est le cousin au second degré des deux autres grands joueurs pakistanais de son époque, Roshan Khan et Nasrullah Khan, dont les fils Rehmat Khan, Torsam Khan et Jahangir Khan sont également des joueurs de squash. Il est l'oncle de Sharif Khan et Aziz. 
Il est professeur de tennis au cercle des officiers des forces aériennes pakistanaises, avant qu'à l'âge de vingt-six ans, il essaie le squash pour la première fois à la demande de son frère Hashim. En décembre 1952, il suit son frère depuis Peshawar vers Londres. 
Après avoir perdu trois finales du British Open face à son frère Hashim, il s'impose à quatre reprises consécutives avant de voir sa carrière s'interrompre en 1963 à la suite d'une rupture du tendon d'Achille et la mort la même année de son fils de quatorze ans,. Il est propriétaire du célèbre club de squash New Grampians Squash Club à Londres pendant plus de cinquante ans. 
Azam Khan meurt le 20 mars 2020 des suites d'une infection par la maladie à coronavirus Covid-19, à l'âge de 95 ans.

## Citations sur Khan
Jonah Barrington, six fois champion du British Open, écrit dans son livre Murder in Squash Court qu'en 1967, quinze jours avant le début du British Open, son entraîneur Nasrullah Khan l’emmène dans son club et lui a proposé un match d'entraînement face à Azam Khan. Il n'inscrit qu'un point en trois jeux. Choqué, il a proposé une autre rencontre le lendemain. Il ne marque encore qu'un point contre Azam Khan. Trois semaines plus tard, il remporte le premier de ses six titres du British Open. Azam Khan avait alors 48 ans et avait quitté le squash professionnel en 1962. 
Dans son article pour Squash player magazine, Ejaz Choudhry déclare que « il était un grand joueur à part entière, mais pour deux raisons, le respect pour son frère aîné associé à la peur de se blesser, Azam aurait pu être le plus grand joueur de squash de tous les temps. Peut-être l'était-il  ». Dans un livre récent Trading Secrets, il admet que la première fois qu'il a battu son frère, c'était avec sa permission, conformément au respect des anciens de la famille, ancré dans la culture.

## Palmarès

### Titres
- British Open : 4 titres (1959, 1960, 1961, 1962)
- US Open : 1962

### Finales
- British Open : 3 finales (1954, 1955, 1958)
- US Open : 5 finales